# Ерасх (село)
Ерасх (арм. Երասխ)— село в Араратской области Армении, в непосредственной близости от армяно-азербайджанской границы.

## Описание
Село расположено на автомобильной трассе Ереван — Ханкенди, от которой в черте Ерасха отходит недействующая автодорога на Нахичевань. В 500 метрах от села расположена станция Ерасх Южно-Кавказской железной дороги, конечная на линии Масис — Ерасх (пограничный переход на станцию Шарур демонтирован).
Ближайшие к Ерасху населённые пункты:
- Сёла:
  - Армаш (4 километра на север)
  - Паруйр Севак (10 километров на северо-восток)
- Города: Арарат (15 километров на северо-запад).

## Инцидент с российским вертолётом
9 ноября 2020 года в 18:30 по местному времени в воздушном пространстве Армении близ границы с Нахичеванской Автономной Республикой ВС Азербайджана сбили российский военный вертолёт Ми-24 (хвостовой номер RF-91855). МИД Азербайджана принёс извинения российской стороне в связи с данным трагическим инцидентом и заявил о готовности выплатить компенсацию. Согласно заявлению МИД, решение открыть огонь на поражение было принято дежурным боевым расчётом «в свете напряженной обстановки в регионе и повышенной боевой готовности в связи с возможными провокациями армянской стороны». По данным российской стороны, российский вертолёт Ми-24 находился в воздушном пространстве Армении вне зоны боевых действий и был сбит азербайджанскими военными из переносного зенитного ракетного комплекса, инцидент произошёл примерно в 17:30 по московского времени, вертолёт упал в горной местности у села Ерасх, он сопровождал двигавшуюся по территории Армении автоколонну 102-й российской военной базы. Два члена экипажа погибли, третий получил травмы средней тяжести и был доставлен на аэродром базирования. МИД России отреагировал на признание Баку вины за сбитый вертолет. В МИД РФ сообщили, что Россия позитивно оценивает незамедлительное признание Баку своей вины за сбитый вертолёт. Генеральная прокуратура Армении возбудила уголовное дело после крушения российского вертолёта по статьям «Убийство» и «Развязывание или ведение агрессивной войны».
11 ноября 2021 года на месте гибели экипажа был открыт памятник с бюстами погибших лётчиков: майора Юрия Ищука и старшего лейтенанта Романа Федины.

## Галерея

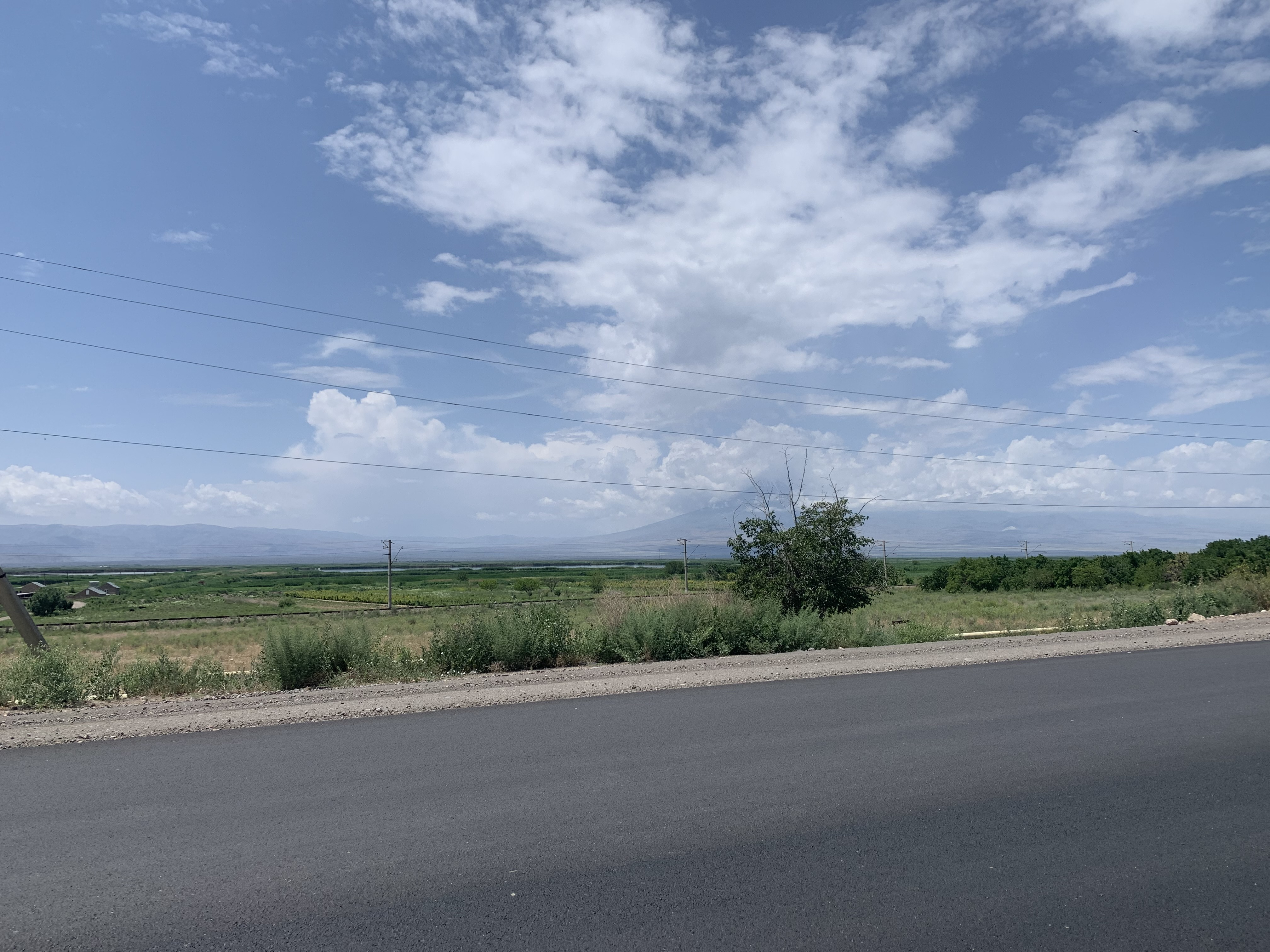
Участок трассы Север-Юг вблизи села
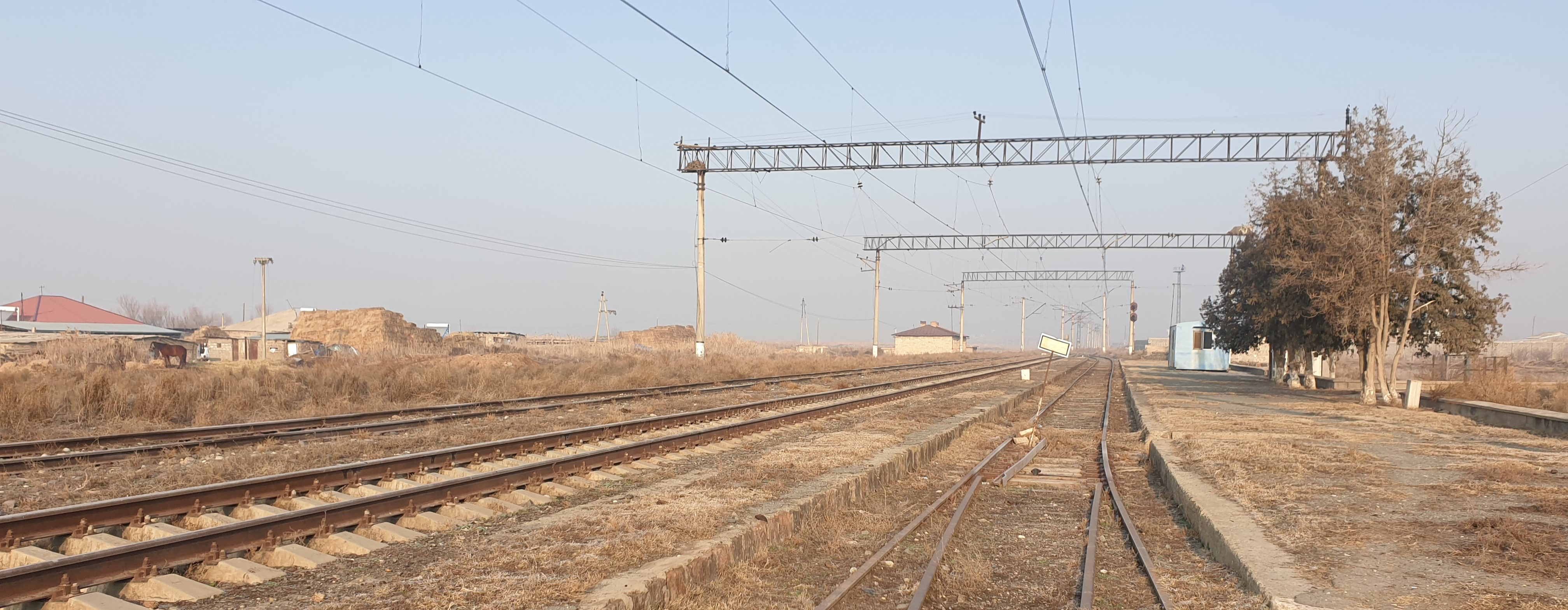
ЖД станция
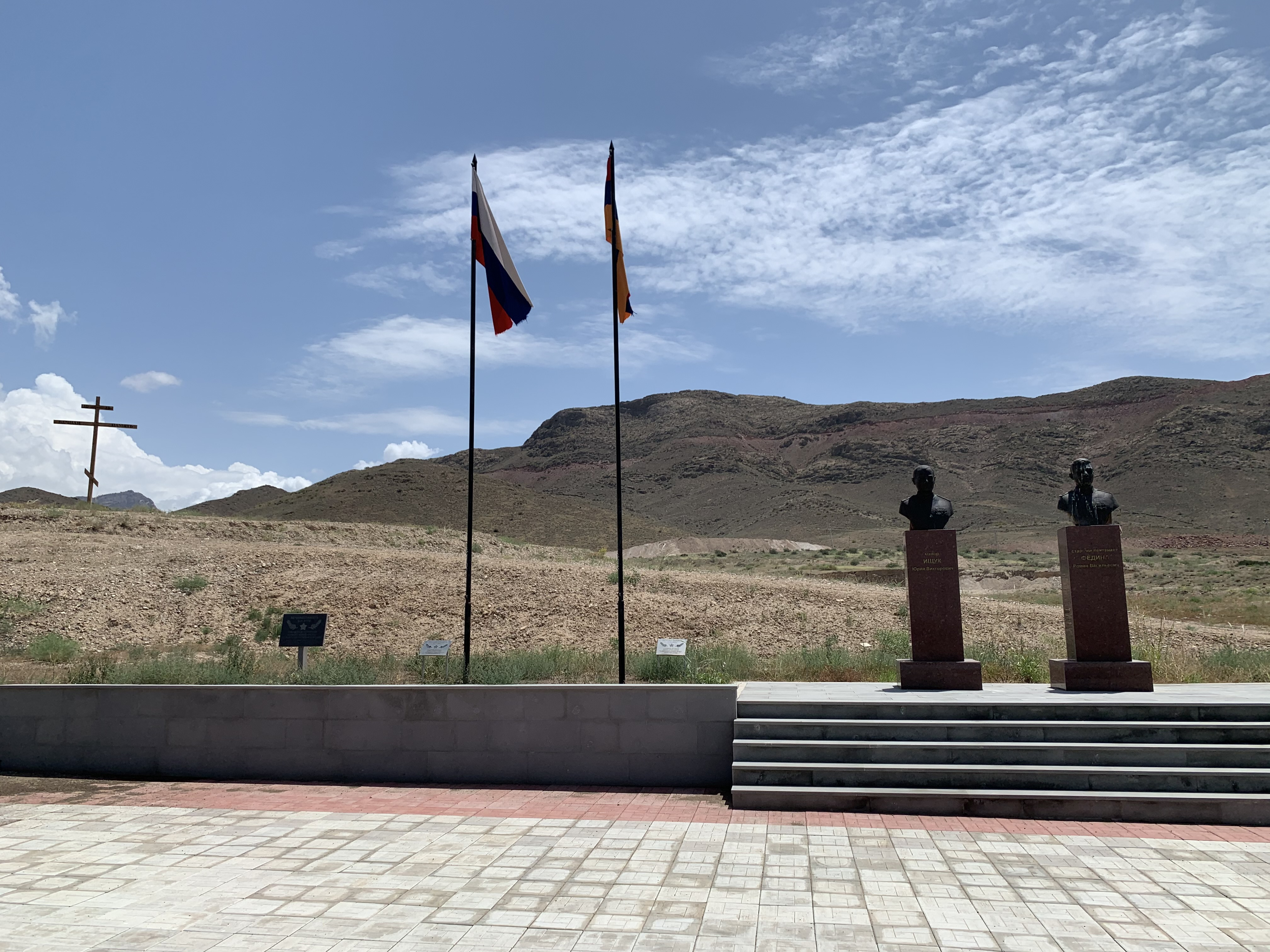
Мемориал, посвященный пилотам вертолета МИ-24 ВКС России
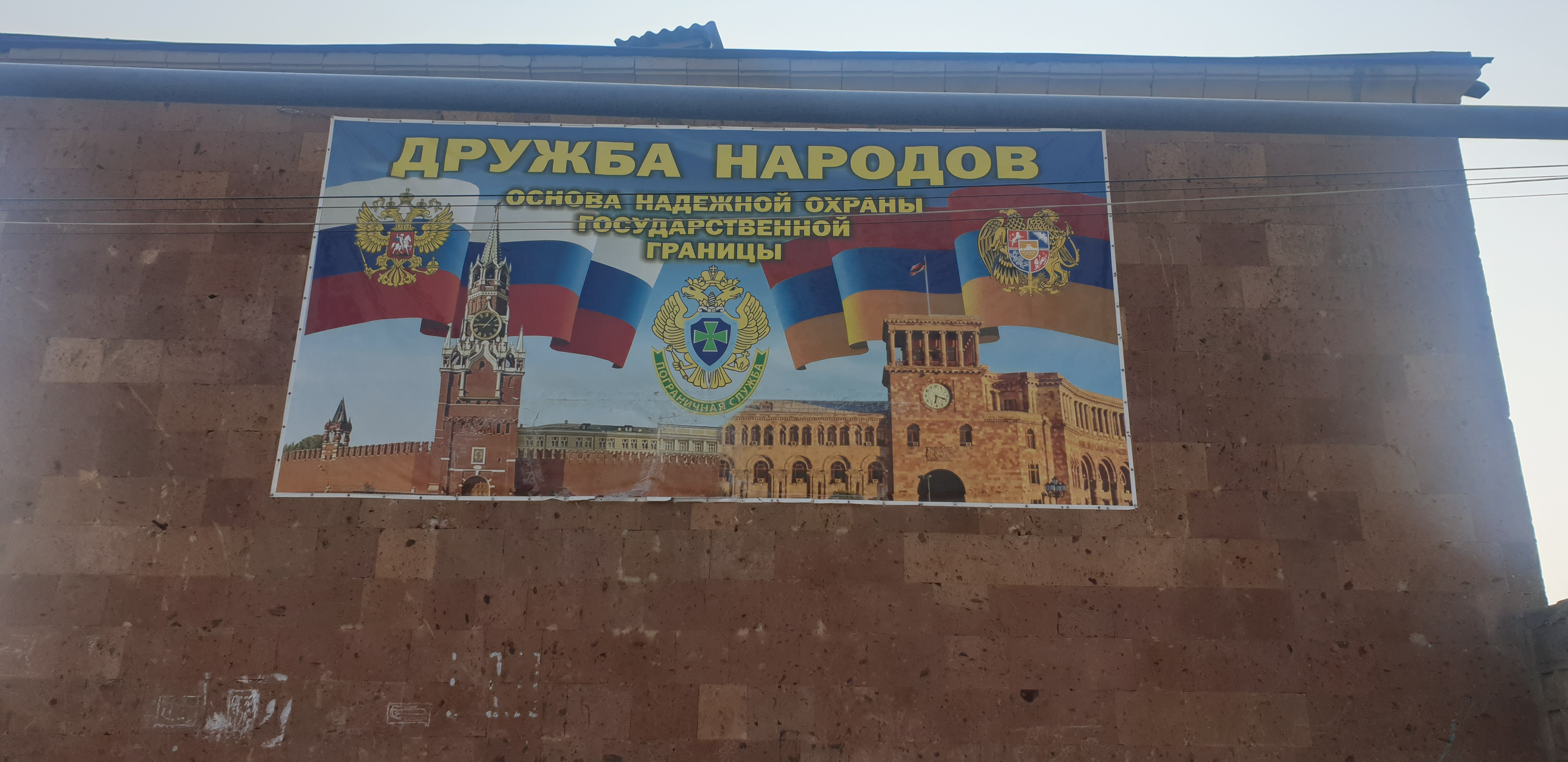
Плакат Российской погранслужбы
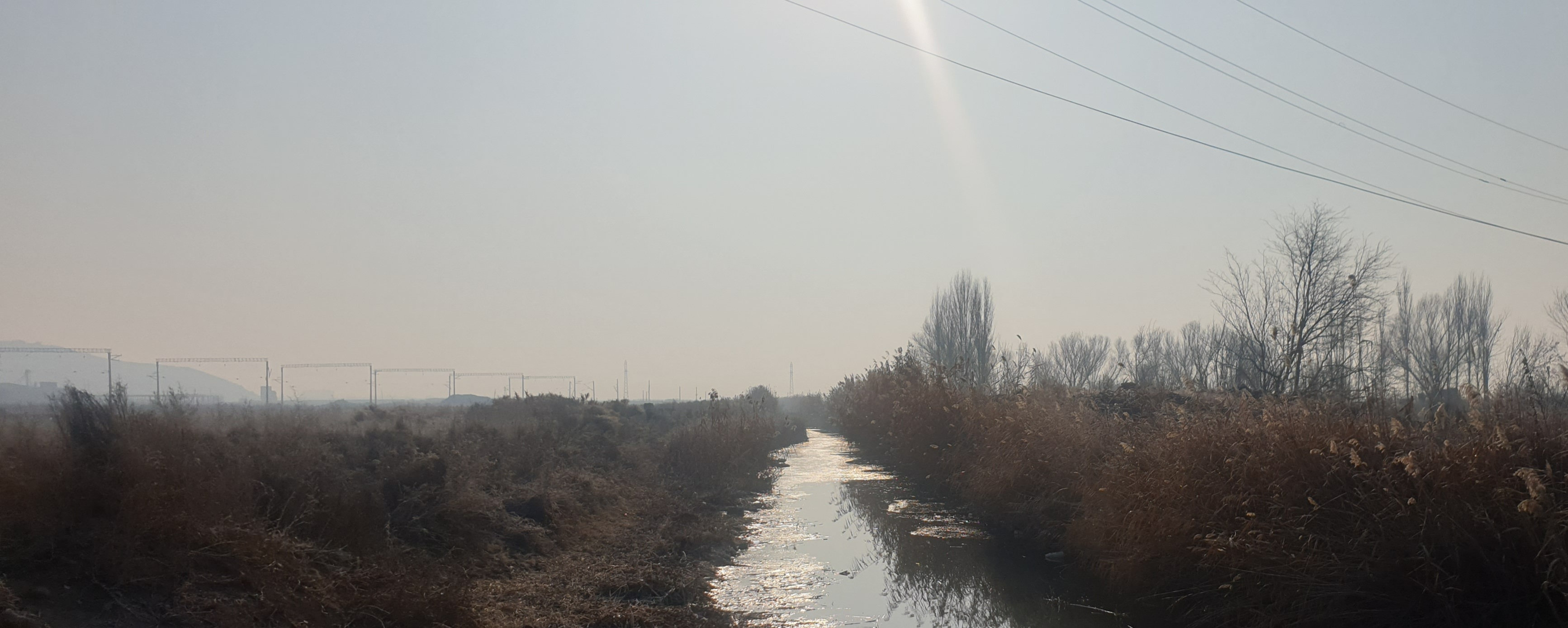
Оросительный канал Ерасх